# De Goudse Sportduikers
De Goudse Sportduikers (DGS) is een vereniging van sportduikers, opgericht op 3 oktober 1960 in de Nederlandse stad Gouda. De oorspronkelijke naam was Onderwater Jagers Club (OJC) Gouda, aangesloten bij andere OJC verenigingen zoals Amsterdam en Rotterdam.

## Geschiedenis
De eerste leden waren tien leerlingen van de Rijks HBS in Gouda, de oprichters Rob en Ben van Wingerden en Nic Roozendaal.
De eerste buitenduiken in zoet water vonden plaats op 3 april 1961, in de Put van Broekhoven, tussen Bodegraven en Nieuwerbrug. Duiken in zout water vonden plaats in Zeeland, dat toen nog uit echte eilanden en open zeeverbindingen bestond. De eerste officiële getijdenwaterduik staat genoteerd bij Dreischor Peilschaal op 18 juli 1961. Sinds de indamming van het Grevelingenmeer in 1971 is dit niet langer getijdenwater.
De eerste duiken onder het ijs waren op 28 december 1961, in de Put van Broekhoven.
De naam OJC Gouda werd binnen twee jaar omgedoopt tot De Goudse Sportduikers.

## Nederlandse Onderwatersport Bond
Op 10 oktober 1962 is de Nederlandse Onderwatersport Bond (NOB) opgericht, mede door De Goudse Sportduikers. 
De eerste opleidingen hadden de US Navy Dive Manual (1956) als leidraad, en vanuit de praktijk ontwikkelde DGS oprichter en zwemleraar Nic Roozendaal het eerste Nederlandse duikhandboek Duiken Maar. Ook de eerste materialen waarmee gedoken werd hadden vaak een militair verleden.
Als onderdeel van de Nederlandse Onderwatersport Bond volgen De Goudse sportduikers de opleidingen en brevetten volgens de internationale CMAS-normen. De trainingen en opleidingen vinden plaats in het Groenhovenbad in Gouda.

## Afsplitsingen
Uit De Goudse Sportduikers zijn een aantal keren groepen leden vertrokken om een eigen club op te richten. Duikteam Remora was hiervan de eerste. Na jarenlange samenwerking zijn de clubs in 2015 weer bij elkaar als De Goudse Sportduikers. Duikteam Atlantis in Alphen (nu ADV Atlantis) aan den Rijn is een andere nog bestaande afsplitsing.

## Boek
De historie en beschrijving van de eerste 50 jaren staan uitgebreid beschreven in het jubileumboek dat De Goudse Sportduikers in 2010 voor haar eigen leden uitgaf.